# Jeffrey Racing Cars
Jeffrey Racing Cars war ein britischer Automobilhersteller in Shilton (Oxfordshire). Bekannt wurde die Firma durch ihre Kit Cars. Ab 1971 wurden dort auch komplette Sportwagen gebaut.

## Unternehmensgeschichte
George Jeffrey gründete 1968 das Unternehmen. Zunächst stellte er Rennwagen her. 1971 folgte das erste Modell, das auch eine Straßenzulassung bekommen konnte. Der Markenname lautete Jeffrey. 1974 endete die Produktion. 1975 wurde das Unternehmen aufgelöst. Dave Cox von Emba Cars fertigte zwischen 1974 und 1975 noch einige Fahrzeuge des zweiten Straßenmodells, die ebenfalls als Jeffrey vermarktet wurden.

## Fahrzeuge
Das erste Straßenmodell war der Jeffrey J 4 von 1971. Das Fahrzeug bestand aus einem Rohrrahmen, dem Fahrwerk vom Morris Minor, einer Lenkung von Triumph, einem Einbaumotor von Ford of Britain und einer leichten Karosserie aus GFK. Der offene Roadster ähnelte dem Lotus Seven und wog nur 500 kg. Der Radstand betrug 2286 mm. Bis 1972 entstanden 30 Exemplare.
1972 folgte der Jeffrey J 5, auch als Jeffrey JS 5 bekannt. Dieses Modell war ausschließlich als Straßenfahrzeug erhältlich. Anfangs bestand die Karosserie aus Aluminium und Fiberglas, später aus GFK. Der Rohrrahmen des vorherigen Modells war überarbeitet worden. Dem Antrieb dienten verschiedene Vierzylindermotoren von Ford nach Wahl des Kunden. Die Hubräume reichten von 1,1 l bis 1,6 l. Bis 1974 entstanden 26 Exemplare bei Jeffrey Racing Cars sowie bis 1975 weitere sechs bei Emba Cars.

## Modelle
| Modell | Bauzeitraum | Zylinder | Hubraum       | Radstand |
| ------ | ----------- | -------- | ------------- | -------- |
| J 4    | 1971–1972   | 4 Reihe  | 1100–1600 cm³ | 2286 mm  |
| J 5    | 1972–1975   | 4 Reihe  | 1100–1600 cm³ | 2286 mm  |